# 太和县
太和县，古称细阳，位于中国安徽省西北部，是阜阳市下辖的一个县，区域总面积为1820平方公里，常住約人口約167万。县人民政府駐城關鎮人民中路46號。

## 历史
太和古为豫州之域。
- 春秋属宋，为鹿上。宋襄公十二年（公元前639年），宋与齐楚为鹿上之盟。
- 战国属魏，苏秦说魏襄王“南有新郪（音同妻）”，即指本地。后归楚，楚考烈王十年（公元前753年），由陈迁都巨阳。
- 秦统一后，置新阳县，属颍川郡。
- 汉高祖二年（前205年），益封汝阴侯夏侯婴细阳千户。高后二年（前182年）封赵王张敖子寿为乐昌侯。宣帝地节四年（前66年）封外戚王武为乐昌侯。东汉光武建武十一年（35年）封陈彭子陈遵为细阳侯。建武十七年（41年），以军功封郭亮为新妻侯。章帝建初四年（79年），徒封殷后宋公于新妻。
- 三国时属魏，废宋公国为宋县，景初二年（238年），隶属谯郡。
- 晋废细阳。武帝泰始二年（266年），将宋县改属汝阴郡。
- 宋、齐属西汝阴郡。北魏太和间（477～499年）废宋县。梁置陈留县。
- 隋改陈留为颍阳县。
- 唐贞观元年（627年）废颍阳，并入汝阴，境内置百尺镇（今原墙）。
- 宋开宝六年（973年）于汝阴县百尺镇置万寿县，属颍州。宣和元年（1119年），更名泰和县，移县治于沙河北岸（今旧县镇）。
- 元至元二年（1265年），省泰和入颍州。大德八年（1304年），复置县，改“泰”为“太”，寓意“太平祥和，政通人和”，县治迁于今地，属颍州，后属汝宁府。
- 明属凤阳府颍州。
- 清雍正二年，改属毫州。
- 民国三年（1914年），属淮泗道，后改安徽省第七行政督察区。
- 1946年，第二次国共内战开始，县境北部属鹿毫太县，东北部属阜北县。
- 1948年共产党军队占领全境。成立太和县。
- 1949属皖北行署阜阳专区。
- 1951年属安徽省阜阳专区。
- 1959年1月与界首合为首太县。同年4月恢复太和县。

## 人口
根据(安徽省)阜阳市第七次全国人口普查公报显示：太和县常住人口为1379982人，男性占比50.91%，女性占比49.09%，年龄结构中0-14岁占比24.06%，15-59岁占比58.3%，60岁以上占比17.64%，65岁以上占比14.64%。

## 地理
太和县位于黄淮海平原腹地，安徽省西北部，地理坐标东经115°25′―115°55′，北纬33°04′―33°35′。东临涡阳、利辛，南抵阜阳，西接界首，西南与临泉相接，北与亳州谯城区为邻，西北与河南郸城接壤。东南经凤台、淮南去合肥224公里，西北经淮阳、西华去郑州307公里。东去津浦路至蚌埠209公里，西去平汉路之漯河210公里。太和县境南北长52公里、东西宽60公里，面积1822平方公里。。

## 行政区划
太和县下辖30个镇、1个乡：
城关镇、旧县镇、税镇镇、皮条孙镇、原墙镇、倪邱镇、李兴镇、大新镇、肖口镇、关集镇、三塔镇、双浮镇、蔡庙镇、三堂镇、苗老集镇、赵庙镇、宫集镇、坟台镇、洪山镇、清浅镇、五星镇、高庙镇、桑营镇、大庙集镇、阮桥镇、双庙镇、胡总镇、郭庙镇、二郎镇、马集镇、赵集乡和太和经济开发区。

## 交通
- 105国道过境。
- 京九铁路：三堂集站
- 漯阜铁路：太和北站
- 商杭客运专线：太和东站

## 文化旅遊
文化底蘊較厚，享有「中國書畫藝術之鄉」的美譽。它是全國重要的西藥交易市場，同時出產中藥材薄荷、桔梗、板藍根。另一方面，由於本地的悠久歷史，縣內有不少著名的歷史名勝及觀光景點，較著名的如下：
- 太和文庙
- 倪邱周文王孤堆
- 万寿山
- 桑营唐孤堆

## 名人
- 郭宪
- 范滂
- 吕范
- 刘之协
- 徐广缙
- 王童
- 張名陽
- 宋振

## 特产
李兴桔梗：中国地理标志产品。